# حسن بن محمد رفيع العمادي
حسن بن محمد رفيع العمادي سياسي ودبلوماسي قطري، والسفير الحالي لدولة قطر لدى اليابان ولد في الدوحة بتاريخ 1 يناير 1957م، عمل في بداية حياته المهنية في وزارة الخارجية بعد أن أنهى دراسته في جمهورية مصر العربية عام 1980م لمدة عام واحد ثم انتقل للعمل وزارة التربية والتعليم وتقلد منصب رئيس قســــم الدراســـات والبحوث ذلك حتى عاد للعمل لوزارة الخارجية فعمل في العديد من البعثات الدبلوماسية واكتسب خبرات متراكمة فحصل على عدة ترقيات إلى أن وصل درجة سفير، فأصبح سفيراً لدولة قطر لدى عدة دول وأهمها الهند واليابان، كما ومثّل العمادي الدولة في عدد من الموتمرات والمحافل الدولية.

## المؤهلات العلمية
ليسانس آداب - قسم اللغات والدراسات الشرقية، جامعة القاهرة- جمهورية مصر العربية عام 1979م.

### اللغات
العربية (اللغة الأم)، الأنجليزية (لغة ثانية).

## الخبرات المهنية
- عمل بوزارة الخارجية من 17 فبراير 1980م إلى 9/11/1981م.
- نقل للعمل بوزارة التربية والتعليم بوظيفة رئيس قسم الدراسات والبحوث خلال الفترة من 10/11/1981م، إلى 1 أبريل 1998م.
- نقل للعمل بوزارة الخارجية إعتبارا من 1 أبريل 1998م.
- عمل بمكتب وكيل وزارة الخارجية خلال الفترة من 1 أبريل 1998م إلى 26 أبريل 2000م.
- عمل بإدارة المنظمات والمؤتمرات الدولية خلال الفترة 21 أبريل 1998م - إلى 1 أكتوبر 2001م.
- عمل بسفارة دولة قطر في إسلام أباد خلال الفترة من 2 أكتوبر 2001م إلى 25 أغسطس 2003م.
- عمل بســفارة دولة قطر في القاهرة خلال الفترة من 31 أغسطس 2003م إلى 10/9/2005م.
- باشر العمل لدى ديوان عام الوزارة إعتبارا من 11/9/2005م، وحتى 8/11/2005م.
- سفيرا لدولة قطر لدى جمهورية الهند خلال الفترة من9/11/2005م إلى 15 مايو 2013م.[2]
- عمل بمكتب سعادة مساعد الوزير للشؤون الخارجية خلال الفترة من 9 فبراير 2014م إلى 6 مارس 2015م.
- سفيراً لدولة قطر لدى جمهورية اتحاد ميانمار خلال الفترة من 7 مارس 2015م إلى 1 يونيو 2018م.[3]
- سفيراً لدولة قطر لدى اليابان إعتبارا من 13 أغسطس 2018م، ولايزال.[4]